# Acidaliodes flavipars
Acidaliodes flavipars är en fjärilsart som beskrevs av Dyar 1914. Acidaliodes flavipars ingår i släktet Acidaliodes och familjen nattflyn. Inga underarter finns listade i Catalogue of Life.